# Bolitophila fumida
Bolitophila fumida är en tvåvingeart som beskrevs av Edwards 1941. Bolitophila fumida ingår i släktet Bolitophila och familjen smalbensmyggor. Arten är reproducerande i Sverige. Inga underarter finns listade i Catalogue of Life.